# إد كوكي
إد كوكي (بالإنجليزية: Ed Cooke)‏ هو لاعب كرة قدم أمريكية أمريكي، ولد في 3 مايو 1935 في بيلوت مونتين في الولايات المتحدة.

## وصلات خارجية
- إد كوكي على موقع مرجع كرة القدم المحترفة.كوم (الإنجليزية)